# Jan Kirchhoff
Jan Tilman Kirchhoff (ur. 1 października 1990 we Frankfurcie nad Menem) – niemiecki piłkarz występujący na pozycji obrońcy w niemieckim klubie 1. FC Magdeburg. W latach 2007–2013 młodzieżowy reprezentant Niemiec.

## Kariera klubowa
W Bundeslidze zadebiutował 4 grudnia 2010 w meczu przeciwko Eintrachtowi Frankfurt (1:2). 4 stycznia 2013 podpisał kontrakt, na mocy którego latem 2013 został graczem Bayernu Monachium. W połowie sezonu 2013/2014 został na półtora roku wypożyczony do FC Schalke 04.

## Statystyki

### Klubowe
(aktualne na dzień 16 marca 2019)
| Klub                 | Sezon              | Liga                  | Liga  | Liga   | Puchar kraju | Puchar kraju | Puchar ligi | Puchar ligi | Europa | Europa | Suma  | Suma   |
| Klub                 | Sezon              | Liga                  | Mecze | Bramki | Mecze        | Bramki       | Mecze       | Bramki      | Mecze  | Bramki | Mecze | Bramki |
| -------------------- | ------------------ | --------------------- | ----- | ------ | ------------ | ------------ | ----------- | ----------- | ------ | ------ | ----- | ------ |
| 1. FSV Mainz 05      | 2008/09            | 2. Fußball-Bundesliga | 1     | 0      | –            | –            | –           | –           | –      | –      | 1     | 0      |
| 1. FSV Mainz 05      | 2009/10            | Bundesliga            | –     | –      | –            | –            | –           | –           | –      | –      | 0     | 0      |
| 1. FSV Mainz 05      | 2010/11            | Bundesliga            | 10    | 0      | –            | –            | –           | –           | –      | –      | 10    | 0      |
| 1. FSV Mainz 05      | 2011/12            | Bundesliga            | 29    | 0      | 3            | 0            | –           | –           | –      | –      | 32    | 0      |
| 1. FSV Mainz 05      | 2012/13            | Bundesliga            | 18    | 0      | 3            | 0            | –           | –           | –      | –      | 21    | 0      |
| Bayern Monachium     | 2013/14            | Bundesliga            | 7     | 0      | 2            | 0            | –           | –           | 2      | 0      | 11    | 0      |
| FC Schalke 04 (wyp.) | 2013/14            | Bundesliga            | 2     | 0      | –            | –            | –           | –           | –      | –      | 2     | 0      |
| FC Schalke 04 (wyp.) | 2014/15            | Bundesliga            | 14    | 0      | –            | –            | –           | –           | 4      | 0      | 18    | 0      |
| Bayern Monachium     | 2015/16            | Bundesliga            | –     | –      | 1            | 0            | –           | –           | –      | –      | 1     | 0      |
| Sunderland A.F.C.    | 2015/16            | Premier League        | 15    | 0      | –            | –            | –           | –           | –      | –      | 15    | 0      |
| Sunderland A.F.C.    | 2016/17            | Premier League        | 7     | 0      | 1            | 0            | 1           | 0           | –      | –      | 9     | 0      |
| Bolton Wanderers     | 2017/18            | Championship          | 4     | 0      | –            | –            | –           | –           | –      | –      | 4     | 0      |
| 1. FC Magdeburg      | 2018/19            | 2. Fußball-Bundesliga | 6     | 0      | –            | –            | –           | –           | –      | –      | 6     | 0      |
| Ogólnie w karierze   | Ogólnie w karierze | Ogólnie w karierze    | 113   | 0      | 10           | 0            | 1           | 0           | 6      | 0      | 130   | 0      |

## Sukcesy

### Bayern Monachium
- Klubowe mistrzostwo świata: 2013
- Superpuchar Europy UEFA: 2013
- Mistrzostwo Niemiec: 2013/2014, 2015/2016
- Puchar Niemiec: 2013/2014